# Bus Bound
《Bus Bound》是预定发行的交通工具模拟游戏，由Stillalive Studios开发，Saber Interactive发行，对应 Windows、PlayStation 5、Xbox Series X/S平台。

## 玩法
《Bus Bound》设定于虚构的美洲城市Emberville，玩家可驾驶Xcelsior 40ft CNG、Blue Bird Sigma等授权大型客车。一如《Bus Simulator 21》，游戏支持多人模式且允许至多四人联机。

## 开发与销售
《Bus Bound》于2025年6月的PC Gaming Show上初次公之于众。游戏开发商是制作「Bus Simulator系列」最后三作的Stillalive Studios，发行方是Saber Interactive。游戏预定登陆Windows、PlayStation 5、Xbox Series X/S平台。